# アディル・ギレイ
アディル・ギレイ（クリミア・タタール語: عادل گراى, ラテン文字転写: Adil Geray,キリル文字転写: Адил герай 1617年 – 1672年）は、クリム・ハン国の第31代君主（在位：1666年 - 1671年5月）。

## 生涯
初名はチュル・ボルド（Chul Bold）。父のムスタファはフェトフ1世の庶子であったが、父親に承認されず、アクメスジト付近で羊飼いとして暮らしていた。1623年、ムスタファはメフメト3世によって、その補佐役であるヌレッディンの称号とデヴレト・ギレイの名を与えられて、王族として認められた。その子のチュル・ボルドも兄のクル・ボルド（フェトフと改名）と共に「アディル」の名を与えられた。1625年に父がオスマン帝国との戦いで戦死した後、ロドス島に居住していたが、1666年春に皇帝メフメト4世によってメフメト4世ギレイに代わるクリム・ハン国の新たな君主に擁立された。
即位したアディルはギレイ家の他の人間から、傍流の家系であるチョバン・ギレイ家が王族扱いされていないことに激怒し、兄フェトフの子であるデヴレトをヌレッディンに任命した他、子のフェトフをカルガとした。1667年、ウィーンにアフメト・アガを使節として送り、レオポルト1世に対して自身の君主位を表明した。アディルはオーストリアに大使をクリミアに留めるように要請したが、退けられた。同年7月にはワルシャワのヤン2世の元にデデシュ・アガを使節として送り、対モスクワの同盟を提案した。アディルは貴族に重税を課したことで貴族との対立が先鋭化し、有力氏族であるシリンの反乱を招いた。アディルはオスマン帝国軍の支援を得てこれを鎮圧したが、クリミア情勢が緊迫していたために、以降のシリンの抑圧をオスマン帝国から禁じられた。
ポーランド・コサック・タタール戦争において、ヘーチマンのペトロー・ドロシェーンコを支持しており、1669年のポーランド・リトアニア国王自由選挙ではムスリムであるにもかかわらず、候補の一人として擁立された。1670年にミハイロ・ハネンコがドロシェーンコに取って代わると、オスマン帝国の許可を得ずにハネンコと同盟したため、大トルコ戦争において対共和国戦争が始まる際の1671年5月、皇帝メフメト4世によって廃位され、再従弟にあたるセリム1世（バハディル1世の子）が即位した。
アディルはカリン・アバドに送られ、翌年に同地で死去した。遺体はカリン・アバドにあるモスクの中庭に葬られた。

## 参考資料
- İlyas Kemaloğlu; Hayrunnisa Alan (2016-11-01). Avrasya'nın Sekiz Asrı Çengizoğulları. Ötüken Neşriyat A.Ş. ISBN 978-6051555232
- Dariusz Kolodziejczyk (2011-06-22). The Crimean Khanate and Poland-Lithuania: International Diplomacy on the European Periphery (15th-18th Century). A Study of Peace Treaties Followed by Annotated Documents. BRILL. ISBN 978-9004191907
- 志田恭子「帝政ロシアにおけるノヴォロシア・ベッサラビアの成立 : 併合から総督府の設置まで」『スラヴ研究』第49号、北海道大学スラブ・ユーラシア研究センター、2002年3月、245-268頁。